# Dovinė
Dovinė je řeka 2. řádu na jihu Litvy v okresech Druskininkai, Alytus a Marijampolė, pravý přítok řeky Šešupė, do které se vlévá naproti Liudvinavu, u Netičkampisu, 215,5 km od jejího ústí do Němenu. Řeka během svého toku nese několik různých názvů: horní tok do jezera Dusia se nazývá Sutrė, někdy také Duselė nebo Straigių upelis, Bagdonių upelis; mezi jezery Dusia a Simno ežeras - Spernia, mezi jezery Simno ežeras a Žuvintas - Bambena a teprve od tohoto jezera - Dovinė.
Pramení 1 km východně od vsi Ežerėliai, 2 km jihovýchodně od městečka Šventežeris. Teče zpočátku směrem východojihovýchodním až do jezera Babrų ežeras, kterým protéká a z jeho jižního konce protéká směrem východním do blízkého jezera Paliūnų ežeras, kterým také protéká a z jeho severního konce pokračuje přes jezero Senkutis směrem severním až do 4 km vzdáleného jezera Dusia. Tímto jezerem také protéká a již pod názvem Spernia pokračuje k severu, těsně od západu míjí (a napájí) sadu sádkových rybníků Kalesninkų tvenkinys, protéká městem Simnas a pokračuje severně až do jezera Simno ežeras. Tímto jezerem protéká a pokračuje severoseverozápadně již pod názvem Bambena až do jezera Žuvintas. Toto jezero a jeho okolí spadají do rezervace Žuvinto biosferos rezervatas. Jezero protéká stále směrem severním, ale nedaleko, po průtoku obcí Daukšiai se stáčí k západu, protéká mokřady Amalvo pelkė, tím směrem teče až k obci Padovinys, kde se stáčí ostře k jihu, tu obec míjí od jihu a pokračuje opět směrem západním, protéká přehradní nádrží vodní elektrárny (170 kW, postavena roku 1952) Netičkampio tvenkinys (15,4 ha) a vzápětí se vlévá do Šešupė.
Koryto je na dvou úsecích regulováno. Šířka koryta je 10 – 12 m, hloubka 2,5 - 2,9 m. Rychlost toku je 0,2 - 0,3 m/s. Průměrný spád je 0,57 m/km. Průměrný průtok u ústí je 3,24 m³/s, maximální – 51,20 m³/s. Koryto bývá hustě zarostlé vodní vegetací, brody jsou mělké. Na horním toku jsou chráněná území Metelių regioninis parkas a Žuvinto biosferos rezervatas

## Přítoky
- Přítoky jezera Dusia:

| Hydrologické pořadí | Řeka                                 | Délka (km) | Povodí (km²) | Ústí kde              | Koordináty ústí                  |
| ------------------- | ------------------------------------ | ---------- | ------------ | --------------------- | -------------------------------- |
| 15010191            | Sutrė neboli Duselė, Straigių upelis | 10,3       | 25,3         | Sutrė                 | 54°15′43″ s. š., 23°42′34″ v. d. |
| 15010192            | Šventupė                             | 4,2        | 17,0         | Petravičiai           | 54°16′13″ s. š., 23°40′58″ v. d. |
| 15010194            | Pryga                                | 3,6        | 11,6         | Padusys               | 54°19′15″ s. š., 23°39′6″ v. d.  |
| 15010190            | Spernia - odtok                      | 47,0       | 588,7        | Babrauninkai/Metelytė | 54°20′1″ s. š., 23°40′7″ v. d.   |

- Levé:

| Hydrologické pořadí | Řeka         | Délka (km) | Povodí (km²) | Vzdálenost od ústí (km) | Ústí kde                  | Koordináty ústí                  |
| ------------------- | ------------ | ---------- | ------------ | ----------------------- | ------------------------- | -------------------------------- |
|                     | Zurzupė      | 3,3        |              |                         | Metelytė                  | 54°20′8″ s. š., 23°40′1″ v. d.   |
| 15010205            | Kiaulyčia    | 19,4       | 98,0         | 30,9                    | Žuvintai                  | 54°26′50″ s. š., 23°36′9″ v. d.  |
| 15010212            | Rudės upelis | 5,2        | 12,1         |                         | jezero Žuvintas, Žuvintai | 54°27′8″ s. š., 23°36′1″ v. d.   |
| 15010213            | D - 3        | 8,4        | 22,9         | 24,0                    | Daukšiai                  | 54°29′40″ s. š., 23°35′50″ v. d. |
| 15010218            | Pelėdupis    | 4,0        | 2,9          | 9,8                     | Padovinys                 | 54°29′39″ s. š., 23°26′47″ v. d. |
| 15010219            | D - 1        | 4,2        | 7,0          | 5,9                     | Dviratinė                 | 54°29′20″ s. š., 23°24′57″ v. d. |

- Pravé:

| Hydrologické pořadí | Řeka            | Délka (km) | Povodí (km²) | Vzdálenost od ústí (km) | Ústí kde  | Koordináty ústí                  |
| ------------------- | --------------- | ---------- | ------------ | ----------------------- | --------- | -------------------------------- |
|                     | Bagdonų upelis  |            |              |                         | Straigiai | 54°14′18″ s. š., 23°42′50″ v. d. |
|                     | Straigių upelis |            |              |                         | Janėnai   | 54°14′50″ s. š., 23°42′44″ v. d. |
|                     | Koja            | 1,7        |              |                         | Metelytė  | 54°20′6″ s. š., 23°40′7″ v. d.   |
| 15010196            | Užupėlis        | 4,7        | 3,2          | 40,2                    | Simnas    | 54°22′22″ s. š., 23°38′33″ v. d. |
| 15010214            | Amalvė-Šlavanta | 25,6       | 137,4        | 21,6                    | Daukšiai  | 54°30′7″ s. š., 23°33′50″ v. d.  |
| 15010217            | D - 2           | 5,4        | 8,1          | 15,2                    | Padovinys | 54°30′13″ s. š., 23°29′22″ v. d. |